# Пазлаука (река)
Пазлаука (или Пазлауга латыш. Pazlauga; устар. Пазловка) — река на востоке Латвии. Левый приток Кухвы. Протекает по территории Балтинавского края.
Длина реки составляет 10 км, площадь водосборного бассейна 44,9 км².

## Гидрография
Вытекает из озера Сватиунас (латыш. Svātiunes ezers) между населёнными пунктами Ерзава (латыш. Jorzova) и Светуне (латыш. Svātūne), на высоте 109,6 метров над уровнем моря. От истока, примерно, 3 км течёт преимущественно на юго-восток, затем поворачивает и до устья преобладающим становится северо-восточное направление течения. Возле одноимённого села Пазлауку пересекает региональная автодорога P45 (Виляка — Карсава). Примерно, в километре от устья сливается с крупнейшим притоком — рекой Пунцулёва. Впадает в Кухву по левой стороне в 88 км от её устья, на высоте 88,6 метров над уровнем моря, напротив деревни Зайково (Пыталовский район, Псковская область, Россия).
| Название                     | Сторона впадения | Длина | Бассейн  | Координаты устья                |
| ---------------------------- | ---------------- | ----- | -------- | ------------------------------- |
| Пунцулёва (латыш. Puncuļova) | левая            | 8 км  | 17,9 км² | 56°54′01″ с. ш. 27°39′52″ в. д. |

## Населённые пункты
У реки расположены следующие населённые пункты (от истока к устью): Светуне (Сватуне латыш. Svātūne), Ерзава (Ёрзова латыш. Jorzova), Кейселёва (латыш. Keiseļova), Пазлаука (Пазлауга латыш. Pazlauga), Данския (Дански латыш. Danski).